# Паметник на Хаджи Димитър и сливенските възрожденци
Паметникът на Хаджи Димитър и сливенските възрожденци в град Сливен се счита за основен символ на града.
Сливенската общественост доста години наред обсъжда евентуалното въздигана на монумент на прочутия войвода. За целта е учреден инициативен комитет, който взима решение да се определи мястото му – на площада до църквата „Св. Димитър“.
На 8 юли 1931 г. в Художествената академия – София се провежда конкурс за паметника, спечелен от сливенския скулптор Стефан Пейчев. Реализиран е с подкрепата на архитект Йордан Йорданов и се вижда  на фона на прочутите „Сини Камъни“. Според неговия проект паметникът съдържа фигурата на войводата с височина от 3,60 м. Петте фигури на д-р Иван Селимински, Панайот Хитов, Добри Чинтулов, д-р Георги Миркович също са негово дело, както и този на Антон Иванов. Останалите три фигури на Георги Икономов, Иван Добровски и Сава Доброплодни са дело на други творци, негови колеги.
Паметникът, който в основата си е превърнат в костница, окончателно е завършен за освещаване и откриване на 8 ноември 1935 г.